# Eutropius (historiker)
Eutropius var en romersk historieskrivare och handsekreterare (magister memoriae) hos Konstantin den store, som levde under 300-talet. 
Eutropius åtföljde Julianus på dennes fälttag till Persiska riket 363. På uppdrag av kejsar Valens utarbetade Eutropius en sammanställning av Roms historia (Breviarinm ab urbe condita eller Breviarium historiae Romanae) som behandlar tiden fram till Jovianus’ död (364), i 10 böcker. Av dessa är de fyra som behandlar kejsartiden arbetets bästa del, förnämligast genom sina karaktärsskildringar. Eutropius historiska översikt har, till följd av den klara och lediga samt i allmänhet riktiga framställningen, blivit använd som läromedel i skolan. Redan tidigt översattes den till grekiska, av Capito Lycios och Paeanios. 